# Soziokybernetik
Die Soziokybernetik fasst die Anwendung kybernetischer Erkenntnisse auf soziale Phänomene zusammen, d. h., sie versucht, soziale Phänomene als komplexe Wechselwirkungen mehrerer dynamischer Elemente zu modellieren. Eine wichtige Problemstellung der Soziokybernetik liegt in der Kybernetik zweiter Ordnung, da Soziokybernetik eine gesellschaftliche Selbstbeschreibung ist.

## Was ist Soziokybernetik?
Soziokybernetik lässt sich – knapp formuliert – als Systemwissenschaft in der Soziologie und anderen Sozialwissenschaften beschreiben. Neben grundlegenden theoretischen, erkenntnistheoretischen und anderen philosophischen Fragen erstreckt sich das Arbeitsfeld der Soziokybernetik auf unterschiedliche Themen der angewandten Forschung, Empirie, Methodik und Ethik. Das Verbindende besteht weniger in einem bestimmten einheitlichen Forschungsfeld, sondern in der gemeinsamen Orientierung an spezifischen theoretischen und methodischen Grundannahmen sowie der Fokussierung auf Komplexitätsprobleme in der Gesellschaft. Die Soziokybernetik interessiert sich weniger für die isolierte Analyse spezifischer Kausalbeziehungen, sondern mehr für das wechselseitige Einwirken dynamischer selbstregulierender Systeme. Sie folgt dem bereits 1956 von W. Ross Ashby formulierten Anspruch, nicht die besonderen Eigenschaften des Forschungsgegenstandes ins Zentrum zu rücken, sondern seine Operationsformen: „Sie fragt nicht ‚Was ist ein Ding‘, sondern ‚Was tut es?‘“ (Ashby 1956). Systemprozesse, insbesondere die Beziehung zwischen Systemen und ihrer Umwelt, werden als „informationelle Prozesse“ verstanden. Information ist derjenige Faktor, der für die Strukturbildung und damit für die innere Ordnung von Systemen verantwortlich ist. Aber Information beinhaltet Kontingenzen und bedarf der Selektion; hier gibt es keinerlei Notwendigkeiten im Sinne einer strengen Kausalität. Auf Steuerungsversuche aus ihrer Umwelt reagieren Systeme mit selbstorganisierenden (dissipativen) Strukturen deshalb prinzipiell unvorhersehbar, was sie zum privilegierten Gegenstand soziokybernetischer Forschung gemacht hat.

## Kybernetische Grundprinzipien
Sich in der soziologischen Forschung eines kybernetischen Ansatzes zu bedienen, heißt, sich auf einige grundlegende Prinzipien einzulassen, die von den Klassikern der Systemtheorie und Kybernetik durchaus unterschiedlich akzentuiert worden waren und heute z. B. in der Gesellschaft für Wirtschafts- und Sozialkybernetik diskutiert werden.
Während der Mathematiker Norbert Wiener die Aspekte der Steuerung und Kommunikation in naturwissenschaftlichen und humanwissenschaftlichen Zusammenhängen hervorhebt, definiert der Neurophilosoph Warren McCulloch die Kybernetik als eine Erkenntnistheorie, die sich mit der Erzeugung von Wissen durch Kommunikation befasst. Stafford Beer sieht die Kybernetik als Wissenschaft von der Organisation komplexer sozialer und natürlicher Systeme. Für Ludwig von Bertalanffy sind kybernetische Systeme ein Spezialfall von Systemen, die sich von anderen Systemen durch das Prinzip der Selbstregulation unterscheiden. Die Kybernetik als Wissenschaftsdisziplin zeichnet sich Bertalanffy zufolge dadurch aus, dass sie sich auf die Erforschung von Steuerungsmechanismen konzentriere und sich hierbei auf Information und Rückkoppelung als zentrale Konzepte stütze. Ähnlich formuliert Walter Buckley, wenn er die Kybernetik weniger als Theorie verstehen möchte, sondern eher als einen theoretischen Rahmen und ein Set von methodologischen Werkzeugen, die in verschiedenen Forschungsfeldern angewandt werden können. Der Philosoph Georg Klaus sieht in der Kybernetik eine fruchtbare epistemologische Provokation. Für Niklas Luhmann besteht die Faszination der Kybernetik darin, dass das Problem der Konstanz und Invarianz von Systemen in einer äußerst komplexen, veränderlichen Welt aufgegriffen und durch Prozesse der Information und Kommunikation erklärt wird. Für Heinz von Foerster ist Selbstbezüglichkeit das fundamentale Prinzip kybernetischen Denkens. Er spricht von Zirkularität und meint damit alle Konzepte, die auf sich selbst angewandt werden können, Prozesse, in denen letztendlich ein Zustand sich selbst reproduziert.

## Das Verhältnis von Geistes- und Naturwissenschaften
Soziokybernetik ist ein Forschungsbereich, in dem sich die Soziologie mit einigen Nachbardisziplinen aus den Natur- und Technikwissenschaften trifft, um die seit C. P. Snow übliche Auffassung, dass die Sozial- und Geisteswissenschaften einerseits und die Natur- und Technikwissenschaften andererseits als verschiedene Wissenschaftskulturen nebeneinander stehend sich wechselseitig nichts zu sagen haben, im Wissenschaftsalltag zu überwinden. Nicht allein für Soziologen in Forschungsbereichen, die den Natur- oder Technikwissenschaften nahestehen, wie beispielsweise die Wissenschafts- oder Technikforschung, Medien- und Kommunikationssoziologie, Soziologie und Ökologie oder Modellbildung und Simulation, sondern auch für Kollegen, die sich mit Fragen soziologischer Theorie auseinandersetzen, war die Trennung in zwei »Wissenschaftskulturen« immer ein sehr fragwürdiges, ihre praktische Forschungsarbeit oft behinderndes Problem. Das Gleiche gilt aber auch für Naturwissenschaftler, beispielsweise aus den Bereichen medizinischer oder ökologischer Forschung, oder Technikwissenschaftler, etwa aus der Informatik, die sehr früh gesehen haben, dass sie ohne Kenntnisnahme der geistes- und sozialwissenschaftlichen Forschungsergebnisse auf enorme Schwierigkeiten in ihren F&E-Arbeiten stoßen.
Angesichts des verstärkten Nachdenkens in der Öffentlichkeit, wie sich Vorsorgestrategien für systemübergreifende Risiken ausarbeiten lassen, wie sich tradierte Produktionsformen und Konsummuster in eine ökologisch angemessenere Richtung verändern könnten, welche gesellschaftlichen Steuerungsinstrumente einzusetzen wären, etwa um den schwerstwiegenden Problemen der Globalisierung begegnen zu können, wie sich weltweite Sozialstandards umsetzen ließen oder wie realistische Strategien nachhaltiger Entwicklung entwickelt werden könnten, empfiehlt sich Soziokybernetik als Ansatz, um die mit derartigen Fragen verbundenen Komplexitäts- und Dynamikprobleme anzugehen.
Nicht nur über ihre epistemologischen und paradigmatischen Grundlagen, sondern auch in der intensiven Nutzung informationstechnisch gestützter Computersysteme gelingt es der Kybernetik zunehmend, zwischen den beiden Wissenschaftskulturen einen wechselseitigen Bezug zu praktizieren. So wird es vermehrt möglich, traditionelle Probleme der Soziologie mit mathematischen Verfahren zu bearbeiten. Mit wachsendem Erfolg werden beispielsweise die neuen Methoden der Computermodellierung auf immer mehr Bereiche der Sozial- und Geisteswissenschaften angewendet – von der Simulation von Spracherwerbs- und Sprachproduktions-Prozessen über die Simulation von Unternehmens- und Marktprozessen ökonomischen Handelns bis zur formalen Modellierung der Evolution von Gesellschaften. Keineswegs können diese Verfahren die bewährten Forschungsmethoden der Soziologie ersetzen, aber mit ihrer Hilfe könnte es gelingen, das Problem der Überkomplexität sozialer Phänomene wissenschaftlich adäquater zu erfassen. Umgekehrt sind Computermodellierungen immer angewiesen auf das methodische und inhaltliche Know–how der etablierten soziologischen Forschung, ohne das die besten Modelle leer bleiben müssen.
Auch in umgekehrter Richtung lassen sich Veränderungen, die durch die Nutzung gemeinsamer Beschreibungssprachen und Modellierungsverfahren möglich geworden sind, beobachten: Auf dem Feld des Software-Engineering beispielsweise hat der Einfluss neokybernetischen Denkens dazu beigetragen, naive Vorstellungen über die Beobachtung und Modellierung sozialer Sachverhalte zu überwinden und durch neue Methoden (z. B. evolutionäre und zyklische Softwareentwicklungsverfahren auf der Basis einer konstruktivistischen Epistemologie) zu ersetzen.

## Anwendungsfelder
Neben einer beschreibenden Soziokybernetik zur Erklärung gesellschaftlicher Phänomene eignet sich die in Regelsystemen erfolgende Analyse der Soziokybernetik zur Herleitung von Steuerungsoptionen oder neuen Zuständen im Sinne einer transformativen Wissenschaft. So überträgt Thomas Swann (Loughborough University) das Viable System Model (VSM) Stafford Beers, der unter anderem das Projekt Cybersyn entwarf, auf die Occupy-Bewegung zur Herleitung einer „anarchistischen Kybernetik“.